# Hungarian Challenger Open
L'Hungarian Challenger Open  è stato un torneo professionistico di tennis giocato sul cemento indoor. Faceva parte dell'ATP Challenger Tour e si giocava annualmente dal 2016 alla BOK Sportcsarnok di Budapest, in Ungheria.

## Albo d'oro

### Singolare
| Anno | Campione         | Finalista        | Punteggio        |
| ---- | ---------------- | ---------------- | ---------------- |
| 2019 | Aleksandr Bublik | Roberto Marcora  | 6–0, 6–3         |
| 2018 | Vasek Pospisil   | Nicola Kuhn      | 7–6(3), 3–6, 6–3 |
| 2017 | Jürgen Melzer    | Márton Fucsovics | 7–6(6), 6–2      |
| 2016 | Marius Copil     | Steve Darcis     | 6–4, 6–2         |

### Doppio
| Anno | Campioni                             | Finalisti                        | Punteggio         |
| ---- | ------------------------------------ | -------------------------------- | ----------------- |
| 2019 | Kevin Krawietz Filip Polášek         | Filippo Baldi Luca Margaroli     | 7–5, 7–6(5)       |
| 2018 | Félix Auger-Aliassime Nicola Kuhn    | Marin Draganja Tomislav Draganja | 2–6, 6–2, [11–9]  |
| 2017 | Dino Marcan Tristan-Samuel Weissborn | Blaž Kavčič Franko Škugor        | 6–3, 3–6, [16–14] |
| 2016 | Aljaksandr Bury Andreas Siljeström   | James Cerretani Philipp Oswald   | 6–4, 7–6(4)       |